# Valore a nuovo
Il valore a nuovo è il costo di ricostruzione, in ambito assicurativo, dei beni inseriti nella partita assicurativa "fabbricati" con altri beni simili per materiali, tipologia, caratteristiche costruttive, dimensioni e funzionalità  e il costo di rimpiazzo dei beni inseriti nella partita assicurativa "macchinari" con altri beni di simile utilità, correntemente offerti sul mercato. Tale concetto è uno degli elementi fondamentali dell'estimo.
Esso rappresenta il corretto valore da assicurare per garantire una buona copertura dei propri beni: esso consente, infatti, di ricevere, in caso di sinistro, un risarcimento sufficiente a riacquistare sul mercato un bene nuovo simile, per caratteristiche e funzionalità, a quello danneggiato e, di conseguenza, di ripristinare il ciclo produttivo.